# Миноносцы типа «Грозный»
Миноносцы типа «Грозный» — серия миноносцев, построенных в 1904 году на Невском судостроительном и механическом заводе по программе «для нужд Дальнего Востока». Представляли собой дальнейшее развитие типа «Буйный». Построено 3 единицы.
В отличие от прототипа имели камбуз на верхней палубе между штурманской рубкой и котельными кожухами, иное расположение главных и вспомогательных механизмов. Кроме того, кормовой мостик был переделан, и на него установили 2 пулемёта.
| Год спуска на воду | Название   | Участь                                                                                       |
| ------------------ | ---------- | -------------------------------------------------------------------------------------------- |
| 1904               | «Грозный»  | После Цусимского сражения прорвался во Владивосток. 21 ноября 1925 года исключен из списков. |
| 1904               | «Громкий»  | Погиб в Цусимском сражении.                                                                  |
| 1904               | «Громящий» | 21 ноября 1925 года исключен из списков.                                                     |